# 씨아이테크
주식회사 씨아이테크(CItech)는 대한민국의 키오스크 및 음향기기 제조업체이다.

## 역사
1967년 1월에  모직물 및 모사 외주 등을 제조기업인 삼영모방공업으로 설립되었고 1989년 11월 증권거래소에 주식을 상장했으며 2005년 소프트웨어 개발 업체로 업종을 변경하였다.
2006년에 사명을 삼영홀딩스로 변경한 후 2015년 씨아이테크를 흡수합병한 뒤 사명을 씨아이테크로 변경하였다.

## 논란
- 2023년 2대 주주인 이학영 헌터하우스 대표가 회사에 대해 임시주총 소집 허가와 회계장부 등 열람 등사 가처분 신청을 제기했으나 기각당하자 항고를 제기한 적이 있다.[5]
- 2024년 공정거래위원회가 증명발급 서비스 시장의 95%가량을 점유한 씨아이테크 등 3사가 시장 내 경쟁이 심화하면서 수익성이 악화하자 2015년 4월 증명 발급기 등 무상 기증을 금지하고 서로 정한 최저가격 이하로 공급하지 않도록 하고 협약서에는 서로의 기존 거래처에 영업하지 않으며 견적 요청이 들어와도 상호 협의로 높은 금액의 견적을 제출하는 부당 공동행위를 적발하고 이에 대한 시정명령과 함께 과징금 11억6200만원을 부과하였다.[6]